# Daihatsu Charade

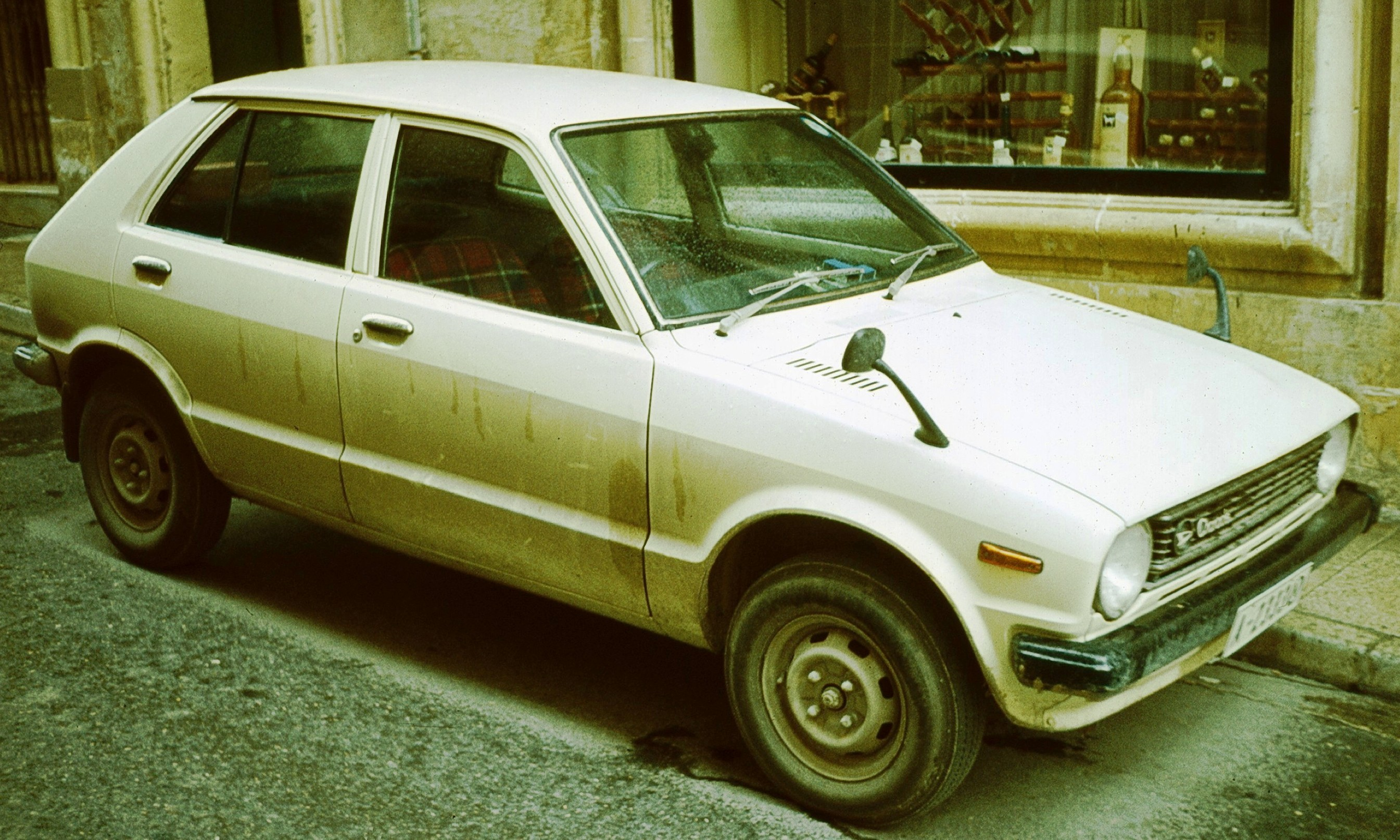
Daihatsu Charade (G10)

De Daihatsu Charade is een compacte auto die geproduceerd werd door de Japanse fabrikant Daihatsu van 1977 tot 2000. De Charade werd door Daihatsu beschouwd als een "grote compacte" auto om hem te onderscheiden van de kleinere kei cars in het assortiment, zoals de Daihatsu Cuore.
In China wordt de Daihatsu Charade Tianjin Xiali genoemd en geproduceerd door First Automobile Works onder de merknaam "FAW".

## Eerste generatie (G10, 1977-1983)

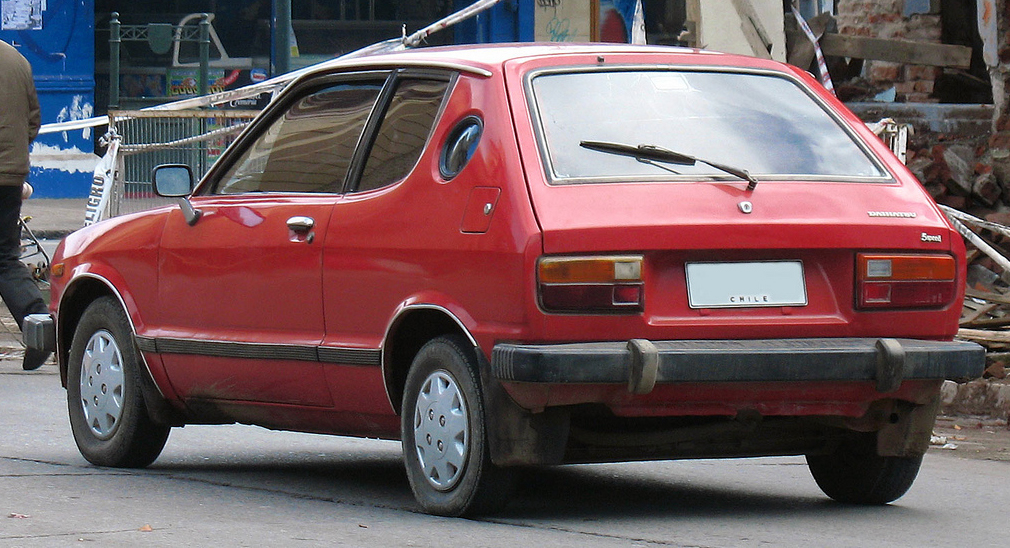
Daihatsu Charade driedeurs (G10)

De eerste generatie (G10), die in 1979 "auto van het jaar" werd in Japan, liep van 1978 tot 1983 als drie- en vijfdeurs hatchback van de band als opvolger van de Daihatsu Consorte.
De driedeurs hatchback-versie, geïntroduceerd in de herfst van 1978, kreeg twee kleine ronde "opera windows" in de C-stijlen zoals in die tijd vooral bij Amerikaanse auto's gebruikelijk.
Met de Charade bracht Daihatsu een nieuwtje: het was de eerste auto met een driecilinder viertaktmotor in Europa.

## Tweede generatie (G11, 1983-1987)

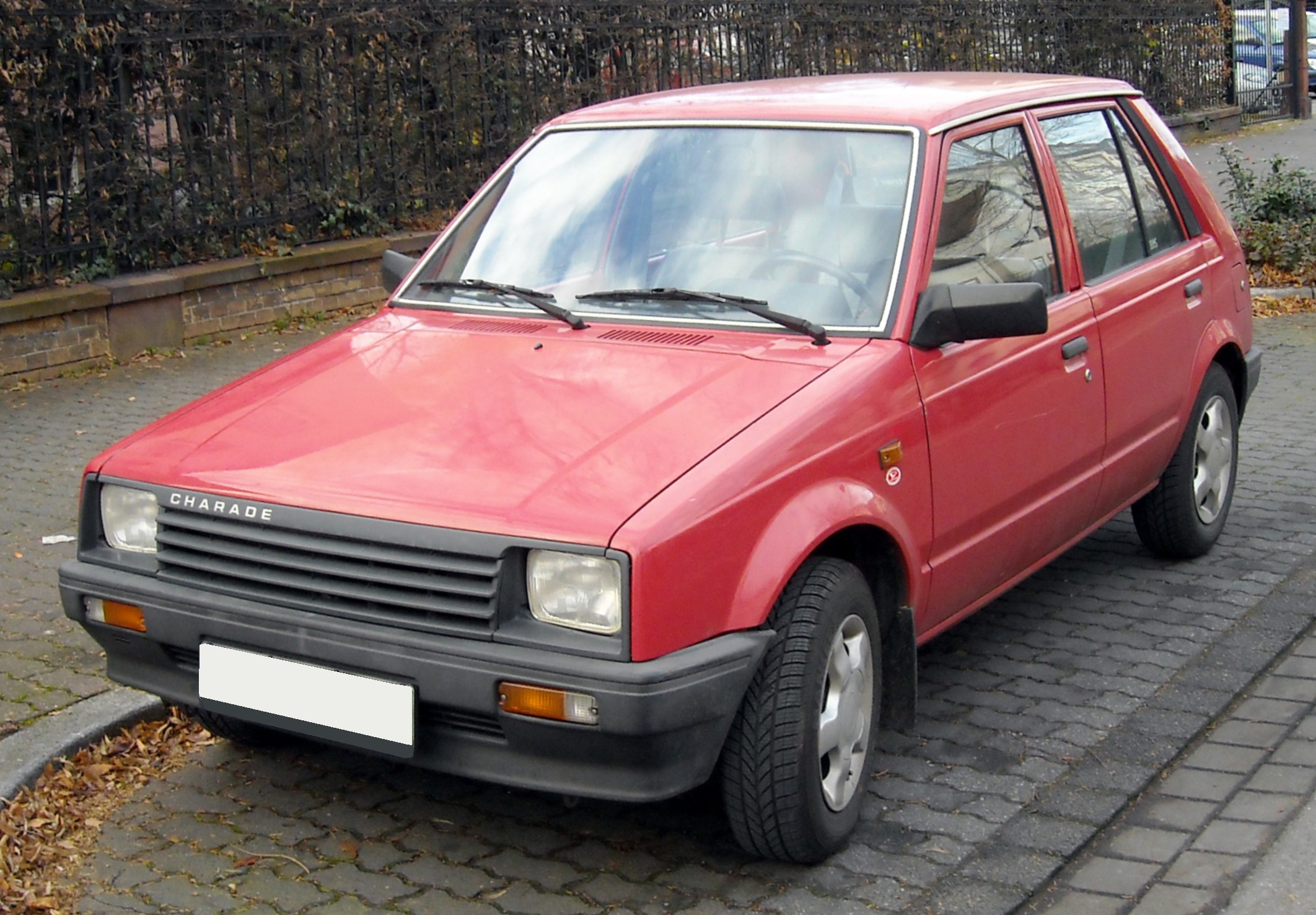
Daihatsu Charade vijfdeurs (G11)

De tweede generatie (G11) werd uitgebracht in maart 1983, opnieuw als drie- of vijfdeurs hatchback met een duidelijk hoekiger vormgeving. Verschillende variaties van de driecilindermotor met 1,0 liter waren leverbaar, waaronder een versie met turbocompressor met 68 pk (50 kW) en diesel- en turbodieselversies. De turbodiesel verscheen voor het eerst in de herfst van 1984.

## Derde generatie (G100, 1987-1993)

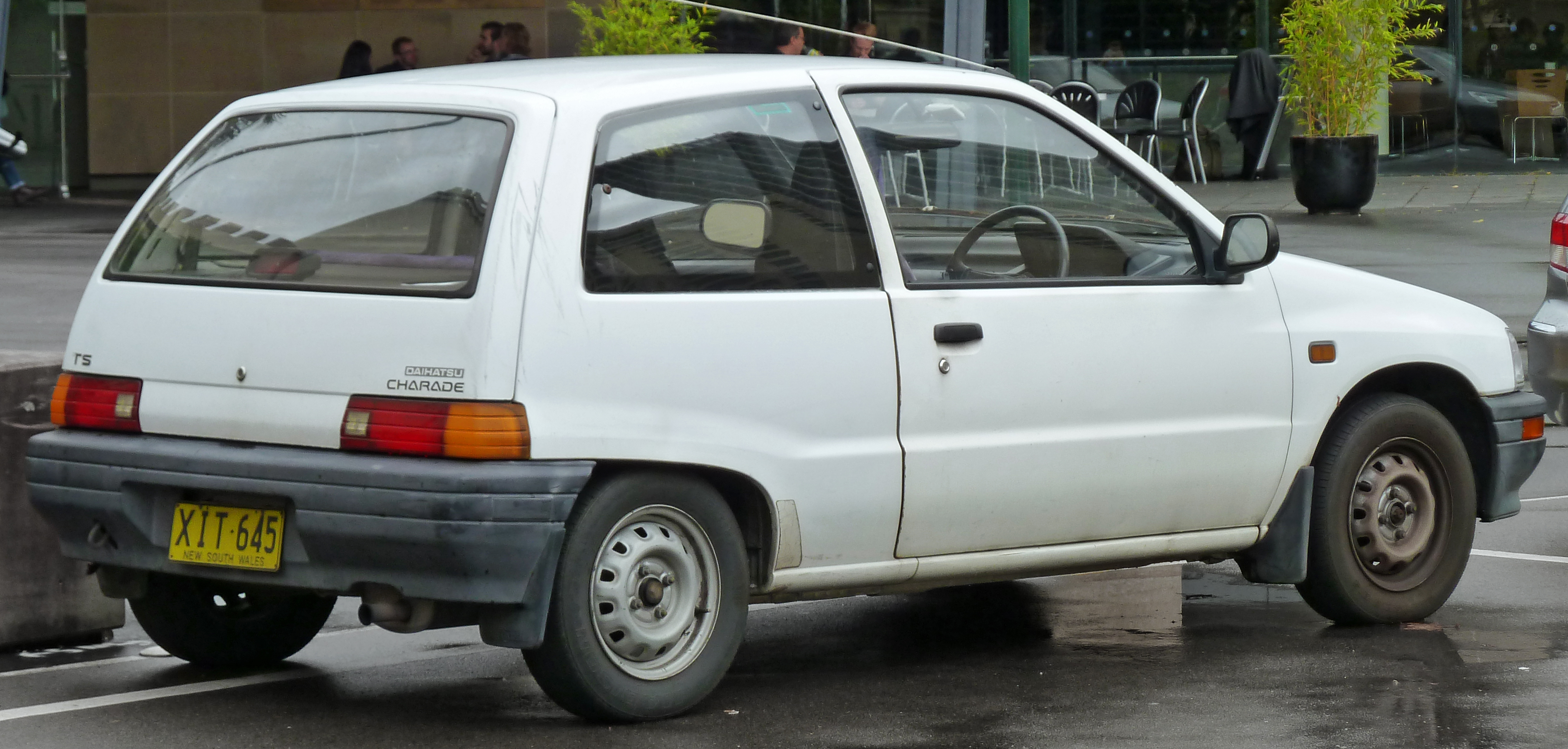
Daihatsu Charade driedeurs (G100)

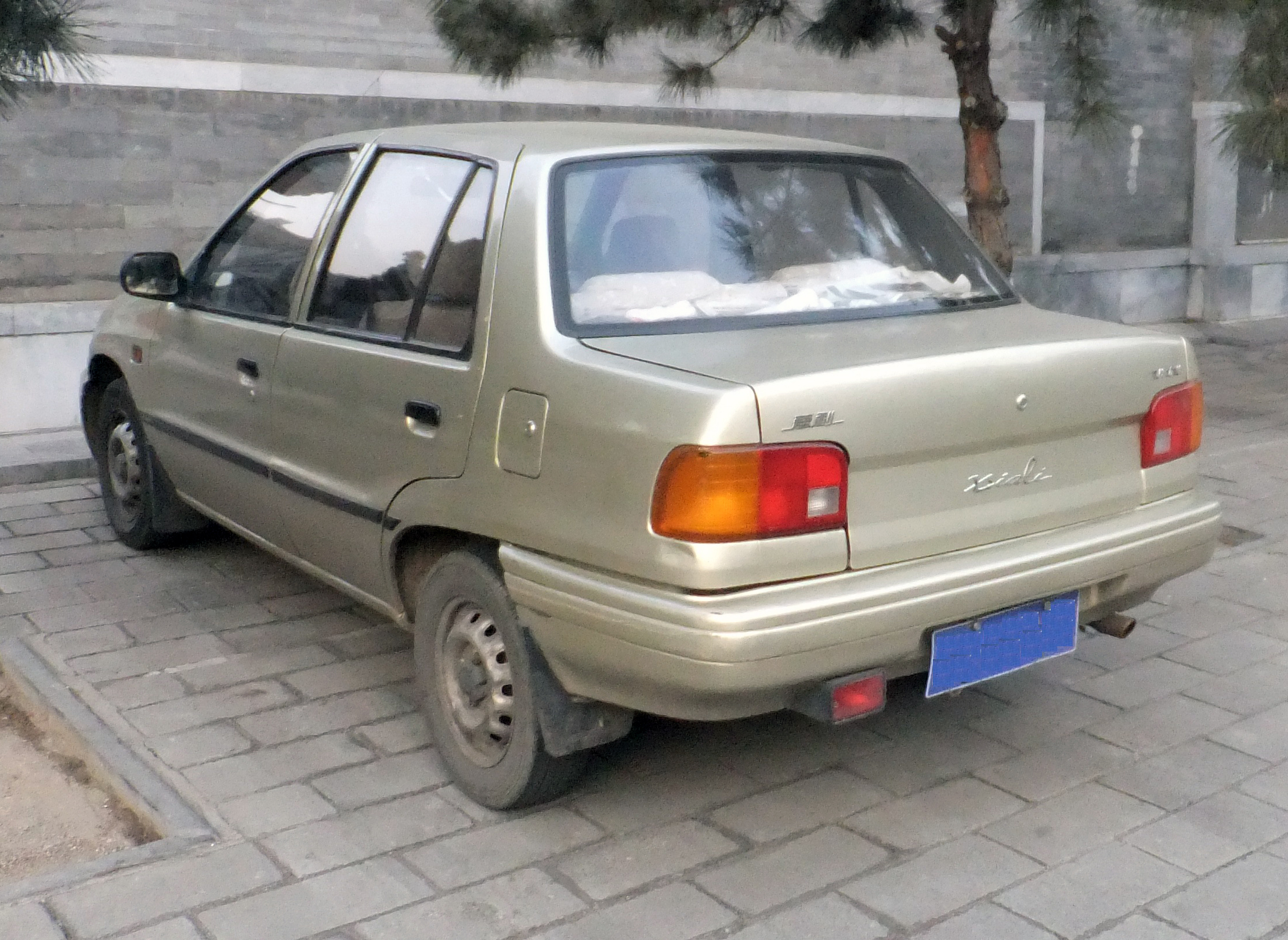
FAW Xiali vierdeurs

De derde generatie van de Daihatsu Charade (G100) debuteerde in 1987. Naast een 1.0 liter driecilindermotor was deze ook verkrijgbaar als diesel en turbodiesel, of met een 1,3-liter viercilinder. De viercilinder werd gebouwd met het oog op lichtheid, met een holle krukas en nokkenas, en het gewicht van een viercilinderauto was niet hoger dan een vergelijkbaar uitgerust driecilindermodel. Met volledig onafhankelijke wielophanging voor en achter werd de Charade aanvankelijk wederom als drie- of vijfdeurs hatchback aangeboden. Een vierdeurs sedan breidde later het assortiment uit.
Er was ook een versie met permanente vierwielaandrijving leverbaar. Dit model wordt geproduceerd in China als FAW Xiali geproduceerd als onderdeel van een joint venture. In de verschillende geproduceerde versies zijn de modellen daar nog steeds erg succesvol.
Speciale aandacht verdient de Charade GTti, de sportiefste variant van de serie. Met behulp van een uitlaatgasturbocompressor levert de driecilinder benzinemotor met 12 kleppen en 993 cc een vermogen van 74 kW (101 pk). Door het lage eigengewicht van 810 kg is een acceleratie van 0-100 km/u in 8,1 s mogelijk. Vanwege zijn robuustheid en eenvoudige techniek is de Charade GTti vaak met succes gebruikt in de autosport.

## Vierde generatie (G200, 1993-2000)

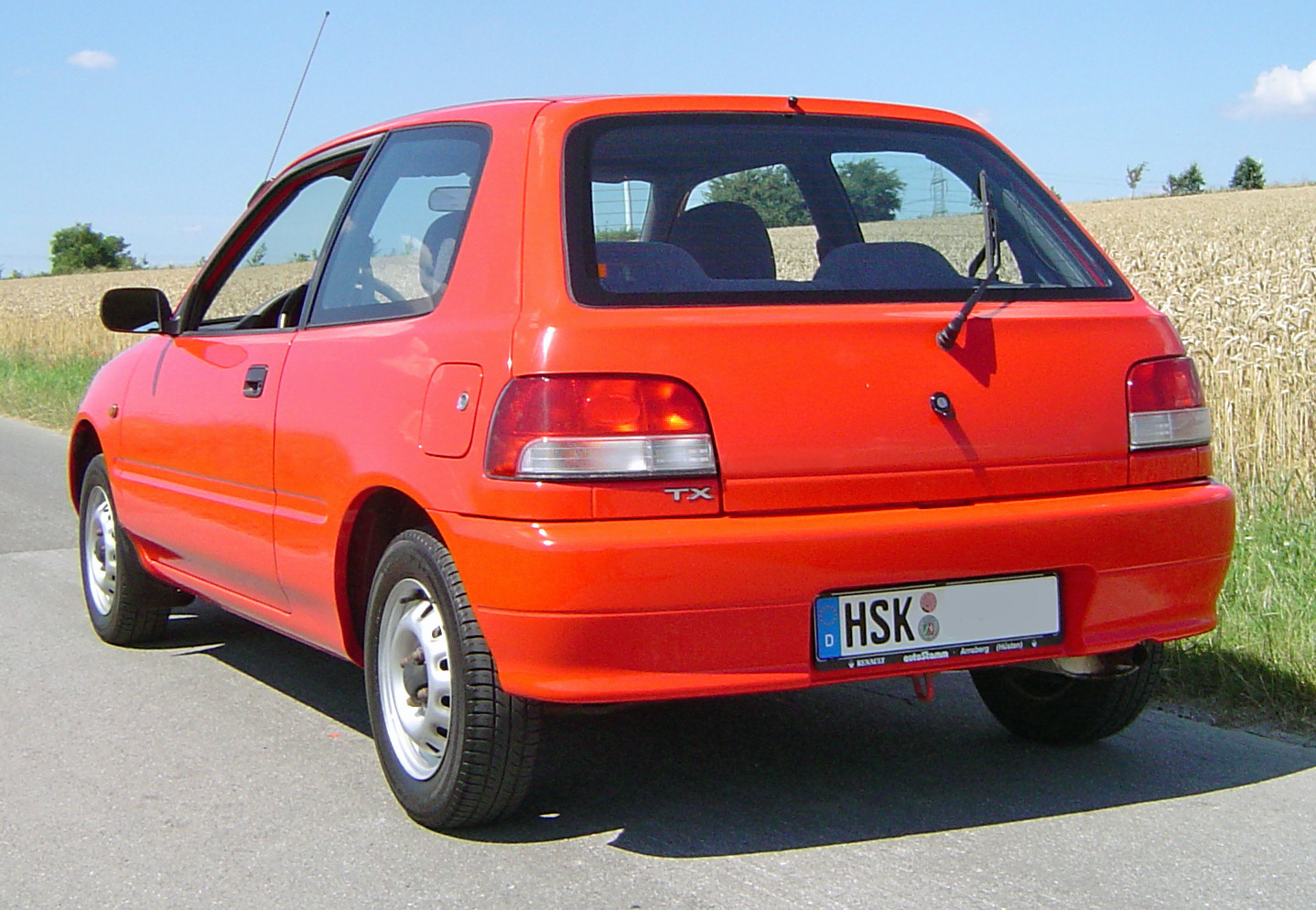
Daihatsu Charade driedeurs (G200)

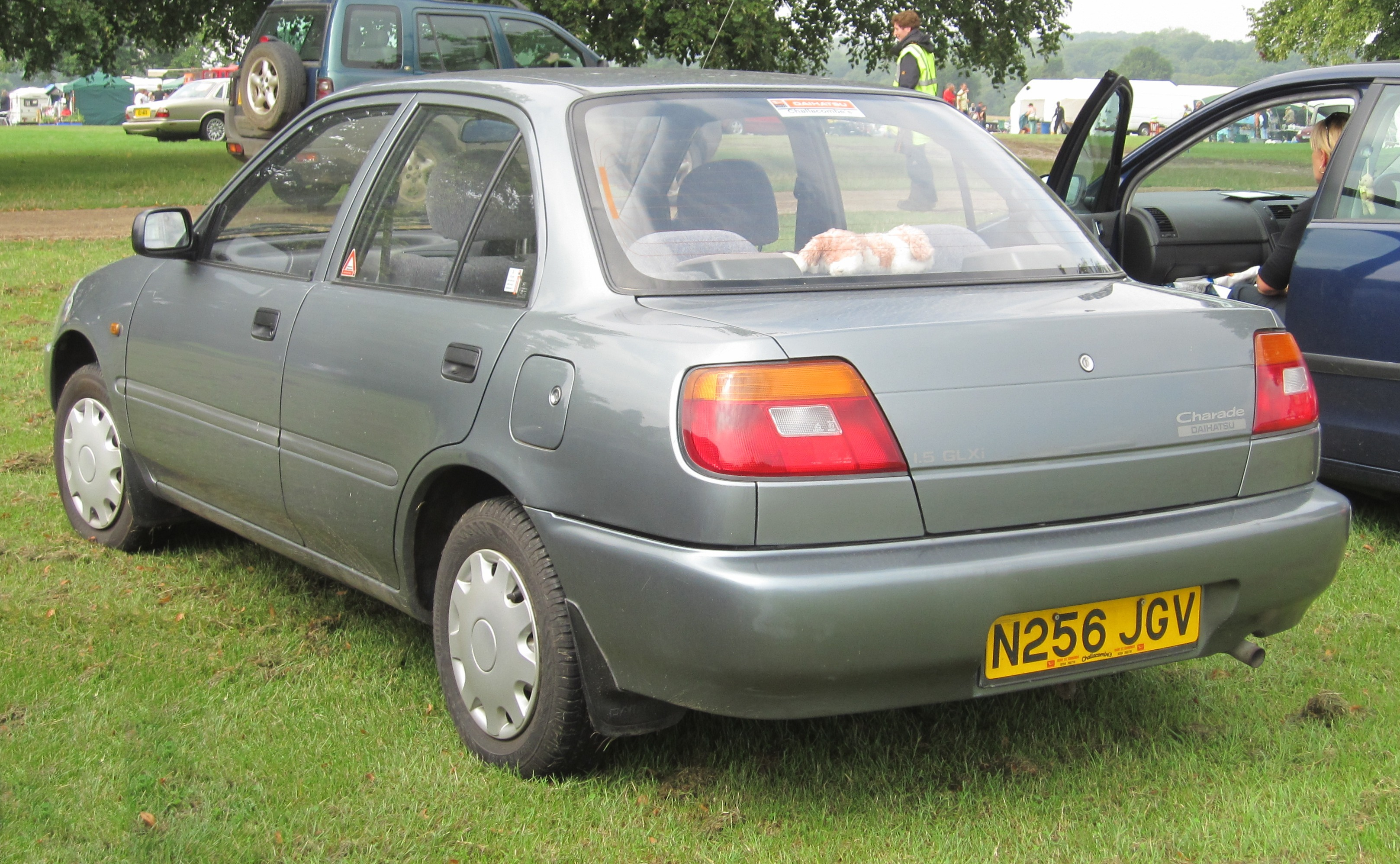
Daihatsu Charade vierdeurs (G200)

De vierde generatie werd geïntroduceerd in januari 1993, opnieuw als hatchback en (later) sedan. Het ontwerp was conservatiever dan dat van de derde generatie. Hoewel ze ondanks een iets kortere wielbasis iets groter waren dan de voorganger, werden de 1,0 liter motoren op de meeste markten niet langer aangeboden. Ook dieselmotoren waren niet meer leverbaar.
De sedan, geïntroduceerd in 1994, had een 1,5 liter motor en werd in Nederland verkocht als Daihatsu Valéra. De GTti-versie met turbocompressor werd vervangen door een meer conventionele Charade GTi met een 1,6 liter 16-kleppen SOHC-motor.
Vanwege de sterk teruggelopen verkoopcijfers van de Charade werd deze in 1997 vervangen door de Daihatsu Sirion.

## Laatste generatie (2011-2013)

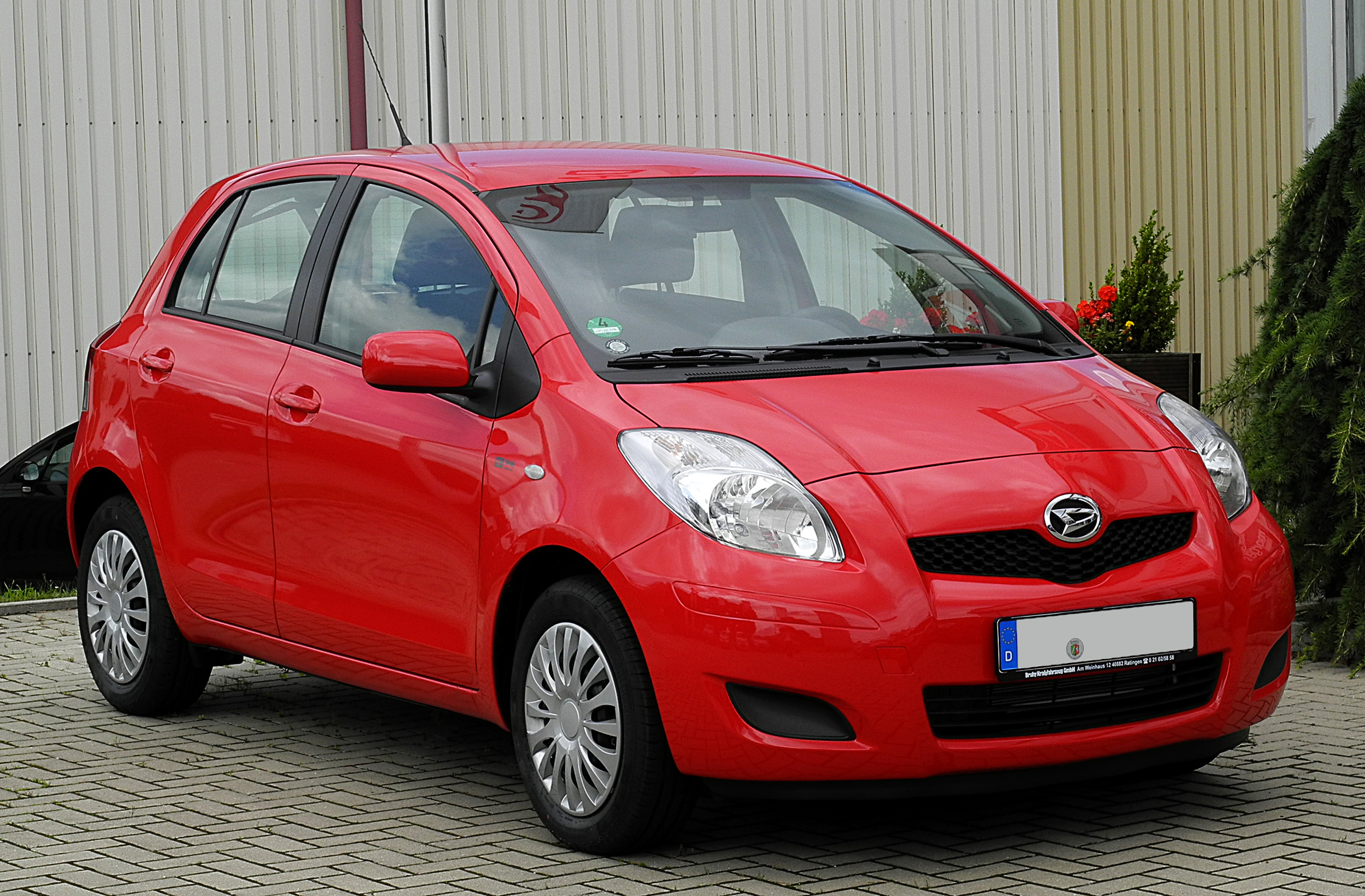
Daihatsu Charade vijfdeurs (XP90)

Tussen 2011 en 2013 bracht Daihatsu in Europa de in Thailand gebouwde Toyota Yaris (XP90) op de markt als Daihatsu Charade. Dit was het laatste Charademodel dat werd geïntroduceerd onder de merknaam Daihatsu in Europa.
In productie:
Copen ·
Cuore ·
Hijet ·
Materia ·
Sirion ·
Terios ·
Trevis
Concepts:
Mud Master C
Niet meer in productie:
Applause ·
Charade ·
Charmant ·
Consorte ·
Compagno ·
Fellow ·
Feroza ·
Gran Move ·
Max Cuore ·
Move ·
Rocky ·
Taft ·
Valéra ·
YRV